# Joseph Slepian
Joseph Slepian (Boston, 11 februari 1891 – 19 december 1969) was een Amerikaans elektrotechnicus. Hij is bekend van bijdragen aan de ontwikkeling van elektrotechnische apparatuur (waaronder de ignitron) en van de onderliggende mathematische theorieën.

## Biografie
Slepian, geboren in Boston als zoon van Joods-Russische immigranten, studeerde wiskunde aan Harvard Universiteit, waar hij zowel zijn Bachelor (1911) als zijn Master of Science (1912) behaalde. Zijn doctoraat in 1913 onder professor George Birkhoff ging over de thesis: "On the Functions of a Complex Variable Defines by an Ordinary Differential Equation of the First Order and First Degree". In de tussentijd werkte hij ook bij de Boston Elevated Railway.
Na het behalen van zijn doctoraat mocht hij als Sheldon fellow een jaar lang postdoctorale studies volgen aan de universiteit van Göttingen en aan de Sorbonne in Parijs. In 1915 keerde hij terug naar de Verenigde Staten en accepteerde een positie als wiskundedocent bij Cornell Universiteit.
Na één jaar verliet hij de universiteit om toe te treden bij de Westinghouse Electric Company in Oost-Pittsburgh. In eerste instantie werkte hij bij de afdeling spoorwegtractie, maar al in 1917 ging naar het onderzoekscentrum van Westinghouse in Forest Hills waar hij in 1922 hoofd werd, in 1926 raadgevend ingenieur en in 1938 vicedirecteur. Een positie die hij zou behouden tot aan zijn pensionering in 1956. Op het onderzoekscentrum deed Slepian belangrijk werk, in het bijzonder op het gebied van geleiding in geïoniseerde gassen. Dit leidde onder andere tot de uitvinding van de ignitron kwikdampgelijkrichter en de betatron (1927).
In 1918 huwde hij Rose Myerson, met wie hij twee zonen kreeg: Robert en David. Beide zonen traden in de voetstappen van hun vader, Robert bij Westinghouse en David bij Bell Laboratories. Ondanks een hartaanval in 1951, waardoor hij beperkt was in zijn dagelijkse werkzaamheden, bleef hij tot 1956 doorwerken.

## Erkenning
Slepian schreef over 120 wetenschappelijke artikelen en essays en publiceerde hij in 1933 het boek: "Conductivity of Electricity in Gasses" – een compilatie van zijn lezingen voor Westinghouse Electric. Hij is – op George Westinghouse na – houder van de meeste patenten bij Westinghouse: 204.
Slepian was lid van zowel de American Institute of Electrial Engineers (AIEE, 1927) als de Institute of Radio Engineers (IRE, 1945). In 1941 werd hij gekozen tot lid van de National Academy of Sciences.
Gedurende zijn lange carrière werd hij onderscheiden met diverse belangrijke prijzen en medailles, zoals de John Scott Medal (1932), de Westinghouse Order of Merit (1935) en de IEEE Lamme Medal (1942). In 1947 werd hij beloond met de IEEE Edison Medal "For his work on the autovalve lightning arrester, deion circuit breaker, and ignitron". In 1949 kreeg hij een eredoctoraat van de Case Institute of Technology en in 1955 een van de Universiteit van Leeds.